# Izrael w Konkursie Piosenki Eurowizji Junior
Izrael zadebiutował w Konkursie Piosenki Eurowizji Junior w 2012.
Najwyższym wynikiem kraju jest 8. miejsce, które w 2012 roku zajęli Kids.il z utworem „Let the Music Win”.

## Historia Izraela w Konkursie Piosenki Eurowizji Junior

### Konkurs Piosenki Eurowizji Junior 2012
10 lipca 2012 roku izraelski nadawca Israel Broadcasting Authority (IBA), ogłosił, że zadebiutuje w 10. Konkursie Piosenki Eurowizji Junior w Amsterdamie. Nadawca wewnętrznie wybrał grupę sekstetową, której członkami byli: Adel Korshov, Adi Bity, Adi Mesilati, Daniel Pruzansky, Libi Panker i Tali Sorokin. Zespół znany pod nazwą Kids.il wykonał piosenkę „Let the Music Win” i zajął 8. miejsce w finale konkursu.

### Konkurs Piosenki Eurowizji Junior 2013–2015: Brak udziału
21 października 2013 nadawca ogłosił, że wycofuje się z udziału w 11. Konkursie Piosenki Eurowizji Junior, nie podając powodu swojej decyzji. Nadawca zrezygnował również z udziału w roku 2014 i 2015.

### Konkurs Piosenki Eurowizji Junior 2016
28 września 2016 roku Izrael znalazł się na liście państw uczestniczących opublikowanej przez EBU. 26 października ogłoszono, że reprezentantami zostali Shira Frieman i TimoTi Sannikov. 8 listopada został wydany utwór „Follow My Heart” napisany przez Noama Horeva. 20 listopada odbył się finał 14. Konkursu Piosenki Eurowizji Junior. Duet wystąpił trzynasty w kolejności startowej i zajął 15. miejsce zdobywszy 27 punktów.

## Uczestnictwo
Izrael uczestniczył w Konkursie Piosenki Eurowizji Junior w 2012, 2016 i 2018. Poniższa tabela uwzględnia wszystkich izraelskich reprezentantów, tytuły konkursowych piosenek i języki w których były śpiewane oraz wyniki w poszczególnych latach.
| Rok                                   | Wykonawca  | Piosenka              | Język                | Miejsce | Punkty |
| ------------------------------------- | ---------- | --------------------- | -------------------- | ------- | ------ |
| 2012                                  | Kids.il    | „Let the Music Win”   | hebrajski            | 8       | 68     |
| Brak reprezentanta w latach 2013–2015 |            |                       |                      |         |        |
| 2016                                  | Szir i Tim | „Follow My Heart”     | hebrajski, angielski | 15      | 27     |
| Brak reprezentanta w 2017             |            |                       |                      |         |        |
| 2018                                  | Noam Dadon | „Children Like These” | hebrajski            | 14      | 81     |
| Brak reprezentanta od 2019            |            |                       |                      |         |        |

Legenda:
     1 miejsce
     2 miejsce
     3 miejsce

## Historia głosowania (2003–2018)
Poniższe tabele pokazują, którym krajom Izrael przyznaje w finale najwięcej punktów oraz od których państw izraelscy reprezentanci otrzymują najwyższe noty.
| M. | Kraj               | Punkty |
| -- | ------------------ | ------ |
| 1  | Armenia · Holandia | 20     |
| 2  | Białoruś · Gruzja  | 18     |
| 3  | Rosja · Ukraina    | 15     |
| 4  | Polska · Włochy    | 14     |
| 5  | Bułgaria           | 8      |

| M. | Kraj                        | Punkty |
| -- | --------------------------- | ------ |
| 1  | Ukraina                     | 9      |
| 2  | Rosja                       | 8      |
| 3  | Albania · Holandia · Polska | 7      |
| 4  | Armenia                     | 6      |
| 5  | Azerbejdżan · Białoruś      | 5      |